# 王琼瑛
王琼瑛（1941年12月—），女，汉族，籍貫台湾台中，中华人民共和国政治人物，海南省人民政府原副省长，海南省人大常委会原副主任，第九届全国政协委员，第十届全国人大代表。